# Technikum Strelitz

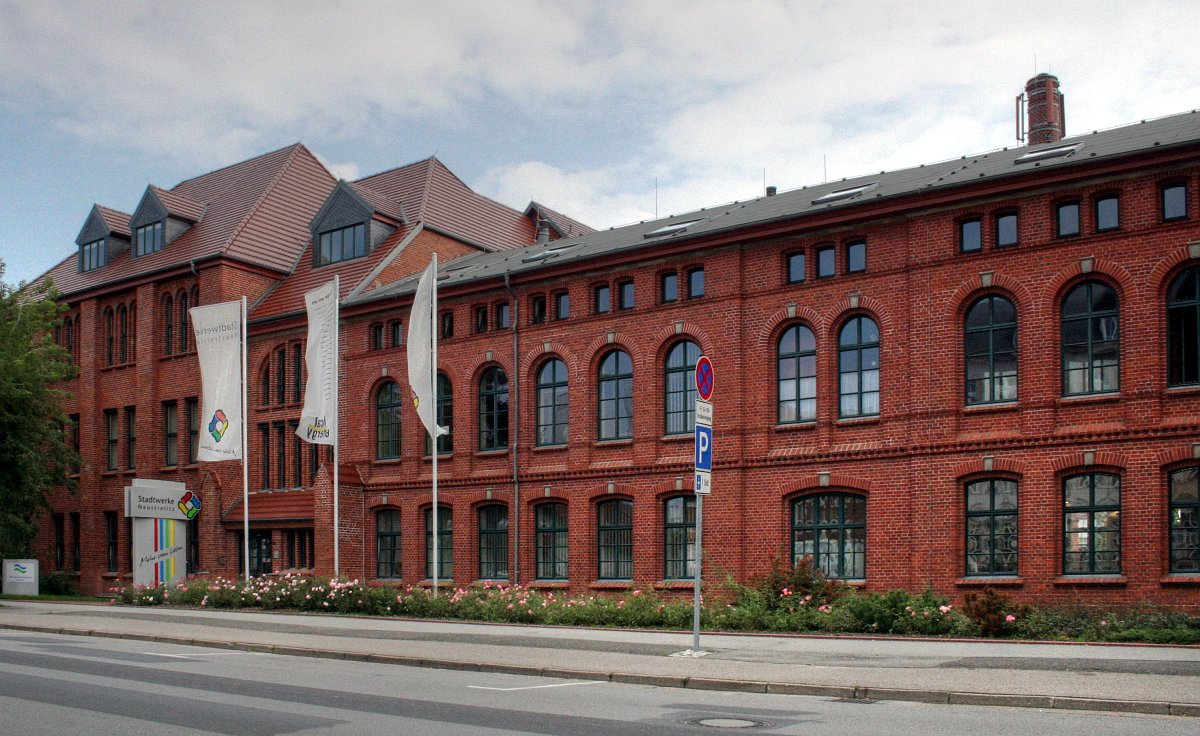
Vorderansicht des Technikums

Technikum Strelitz ist der bekannteste Name einer von 1875 bis 1991 unter verschiedenen Bezeichnungen bestehenden höheren Fachschule zur Ausbildung von Ingenieuren in bautechnischen Berufen. Sie geht in ihrer ursprünglichen Lehrmethodik auf die Technischen Fachschulen in Buxtehude zurück und wurde 1890 nach der Umwandlung des dortigen Technikums in eine Königliche Baugewerkschule in Strelitz wiedereröffnet. Im heutigen Neustrelitzer Stadtteil Strelitz-Alt hatte die Ingenieurschule bis zur Verlegung nach Neubrandenburg und Eingliederung in die neu gegründete Fachhochschule Neubrandenburg im Jahr 1991 ihren Sitz. Von 1948 bis 1991 hieß die Einrichtung Ingenieurschule für Bauwesen Neustrelitz. 

## Geschichte

Historische Zeichnung von 1908

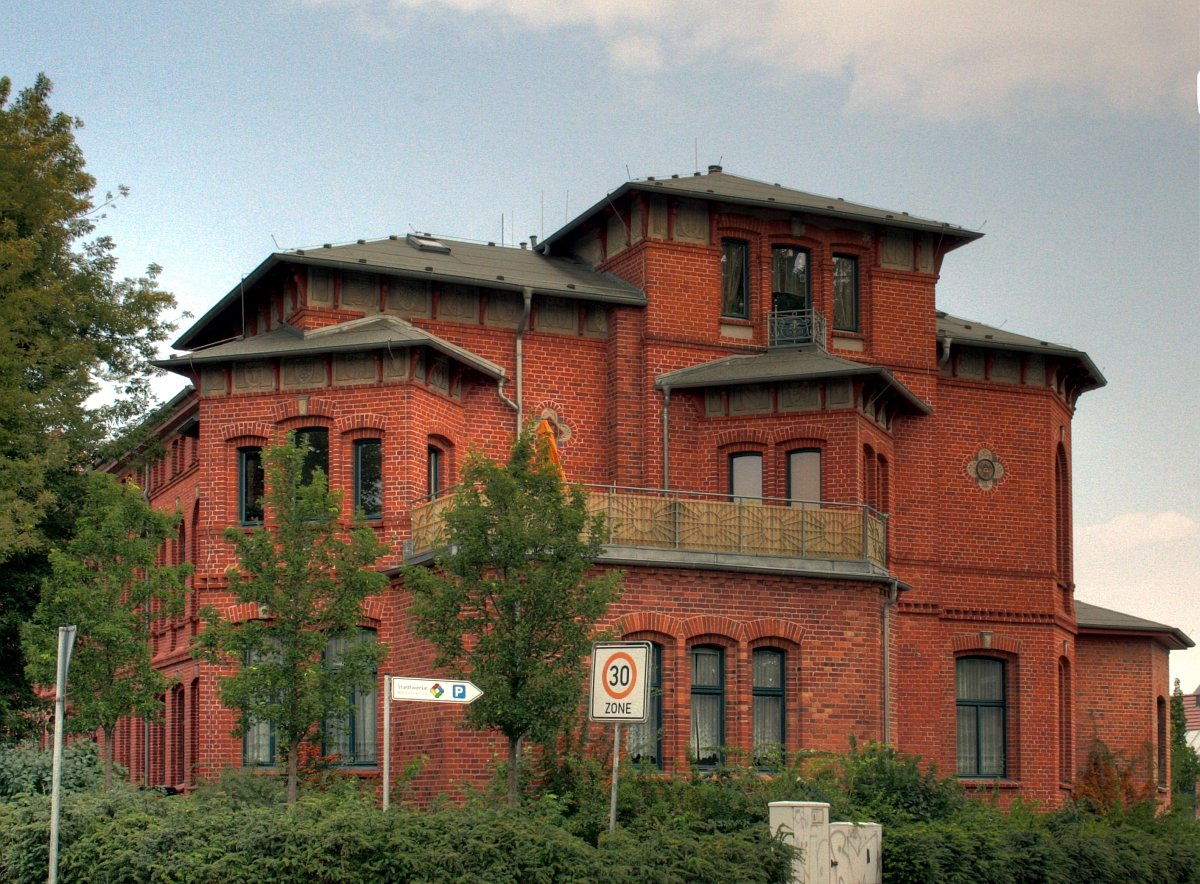
Seitenansicht aus Südwesten

Die Ursprünge des Technikums Strelitz gehen auf das 1875 vom städtischen Magistrat in Buxtehude gegründete Technikum zurück. Ende der 1880er Jahre kam es in Preußen zu Auseinandersetzungen über die Unterrichtsmethode des Direktors Max Hittenkofer. Nachdem die Landesregierungen des Königreichs Sachsen und des Großherzogtums Mecklenburg-Strelitz im Gegensatz zu Preußen die „Methode Hittenkofer“ akzeptiert hatten, übersiedelte Hittenkofer 1890 nach Strelitz und eröffnete dort sein Technikum wieder. Bereits vier Jahre später wurden die Abteilungen für Maschinenbau, Elektronik und Tiefbau zusätzlich zur bereits bestehenden Abteilung für Hochbau eingerichtet. Ab 1912 gehörte die als Privatschule geführte Einrichtung zusammen mit dem Max-Hittenkofer-Verlag und einer Buchhandlung zur Max Hittenkofer GmbH. Im Jahr 1935 wechselte die Trägerschaft zur Stadt Neustrelitz. Zwei Jahre später wurden die Abteilungen für Maschinenbau, Elektrotechnik sowie Flugzeug- und Automobilbau an die in Wismar bestehende Ingenieur-Akademie verlegt, die dortige Abteilung Bauwesen gelangte nach Neustrelitz. 1939 erhielt die Schule die Reichsanerkennung als Bau- und Ingenieurschule und war damit den staatlichen Schulen gleichgestellt.
Nach dem Ende des Zweiten Weltkrieges wurde sie 1948 als „Ingenieurschule für Bauwesen Neustrelitz“ wiedereröffnet. In den 1950er Jahren entstanden unter anderem Abteilungen für Ländliches Bauen und Bauwirtschaft sowie Stadtbautechnik. Ebenso wurden Fern- und Abendstudiengänge zur Ausbildung von Technikern und Meistern eingerichtet. Ab 1960 entstanden die Fachrichtung Hoch- und Tiefbau sowie Studiengänge in wirtschaftsorientierten Fächern, in denen unter anderem Ingenieurökonomen ausgebildet wurden. Im Jahr 1979 erfolgte der Umzug in ein neues Schulgebäude, dem von 1985 bis 1987 der Neubau eines Labor- und Werkstättengebäudes folgte.
Im Rahmen der Veränderungen im Bildungsbereich nach der politischen Wende 1989/1990 wurden die Ausbildungsgänge in den Fachrichtungen Architektur, Bauingenieurwesen und Wirtschaft in Fachhochschulstudiengänge umgewandelt. Ein Jahr später erfolgte die Schließung der Schule am Standort Neustrelitz und ihre Verlegung nach Neubrandenburg. Sie bildete hier die Grundlage für die Einrichtung des Fachbereichs Bauingenieur- und Vermessungswesen an der neu gegründeten Fachhochschule Neubrandenburg. Einzelne Gebäudeteile in Neustrelitz, insbesondere Labore, wurden bis zum Aufbau der entsprechenden Infrastruktur in Neubrandenburg noch einige Jahre von der neu gegründeten Fachhochschule genutzt. Zu einer angestrebten Etablierung der ehemaligen Ingenieurschule als Außenstandort der Neubrandenburger Hochschule kam es jedoch nicht, da auch in Neustrelitz umfangreiche Sanierungs- und Neubauarbeiten notwendig gewesen wären und eine solche Entscheidung darüber hinaus nicht den Empfehlungen des Wissenschaftsrats entsprochen hätte.

## Absolventen

Werbeanzeige vom August 1914 in einer russischen Illustrierten

Flexibel gestaltete Studienabläufe und ein hohes Niveau der praxisorientierten Ausbildung am Technikum Strelitz garantierten den Absolventen Erfolg in ihrer beruflichen Entwicklung. Die Einrichtung zog auch viele ausländische Studenten an. 1913 stammten beispielsweise 290 der insgesamt 1.689 Studenten (17,2 %) aus dem Russischen Reich und das Technikum warb an prominenter Stelle in russischen Zeitschriften. Zu den Absolventen zählten unter anderem:
- Der Ingenieur und Architekt Archibald J. W. Pohl (Absolvent 1893) leitete unter anderem in New York den Bau des mit 156 Meter höchsten Bankgebäudes in Brooklyn.
- Die Ingenieure Max und Robert Ardelt (Absolventen 1895) rüsteten als Inhaber der Ardelt-Werke unter anderem das Schiffshebewerk Niederfinow maschinentechnisch aus.
- Ferdinant von Kleiner (Absolvent 1905) war als Bauingenieur an der Errichtung der Zugspitz-Seilschwebebahn beteiligt.
- Der Ingenieur Franz Keindl (Absolvent 1912) war technischer Direktor einer bedeutenden brasilianischen Baufirma.[4]
- Der pyrotechnische Ingenieur Friedrich Wilhelm Sander (1885–1938) war Wegbegleiter des Raketenpioniers Fritz von Opel.
- Der Bauingenieur Ulrich Müther (Absolvent 1954) projektierte und baute in der DDR viele Sonderbauten mit hyperbolischen Paraboloidschalen und im Ausland Kuppelbauten.

## Ausstellung
Im historischen Gebäude des Technikums im Stadtteil Strelitz Alt, gegenwärtig Sitz der Stadtwerke Neustrelitz, existiert eine aus Originaldokumenten, Schautafeln und anderen Objekten bestehende ständige Ausstellung zur Geschichte der Ingenieurausbildung in Neustrelitz.